# Sommer der toten Träume

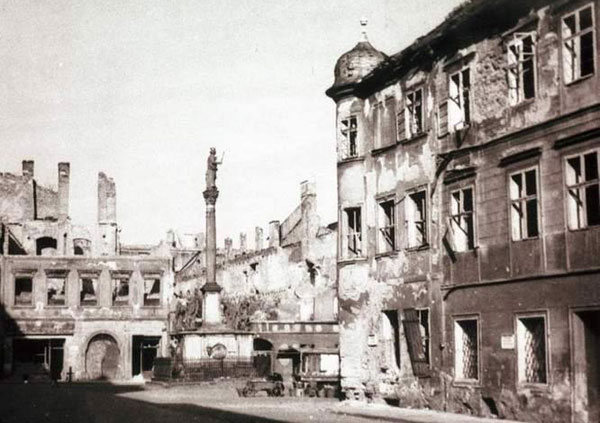
Foto des Nachkriegs-Marktplatzes in Prudnik auf dem Cover des Buches

Sommer der toten Träume ist ein Roman des deutschen Schriftstellers Harry Thürk, der 1993 im Mitteldeutschen Verlag veröffentlicht wurde. Es ist eine Autobiografie mit fiktiven Elementen.
Das Buch wurde ins Englische, Polnische (von Marcin Domino und Anna Myszyńska), Tschechische (von Miroslava Mamulová), Russische, Chinesische, Slowakische, Ungarische, Litauische, Vietnamesische, Spanische und Finnische übersetzt.
Małgorzata Jurczak plante eine Verfilmung des Buches, die sich jedoch aus Geldmangel verzögerte.
Die im Buch dargestellten Figuren sind fiktiv, aber die Geschichte ist von den tatsächlichen Erfahrungen des Autors inspiriert.

## Zusammenfassung der Handlung
Im Sommer 1945, in Prudnik (Neustadt O.S.), entfaltet sich eine bewegende und authentische Geschichte über vier junge Menschen, die nach dem Zweiten Weltkrieg in ihre Heimat Oberschlesien zurückkehren, nur um zu erkennen, dass sie dort nicht länger willkommen sind. Ihre Heimat ist inzwischen von galizischen Flüchtlingen besiedelt. Die vier Hauptfiguren Jakob Latta, Oswald Hirschke, Kuli Schiebitz und die Sinta Alina werden in das Ghetto in der Chrobrego- und Królowej-Jadwigi-Straße eingewiesen, das im April 1945 nach der Schlacht von Prudnik von der Roten Armee errichtet wurde. In einer Welt, die von Krieg, Willkür und Vertreibung gezeichnet ist, ringen sie um ihr Überleben.